# 루이 오자와 장젠
루이 오자와 장젠(영어: Louis Ozawa Changchien, 1975년 10월 11일 ~ )은 미국의 배우이다. 《프레데터스》와 《본 레거시》의 조역으로 유명하다.
어머니가 일본인, 아버지가 타이완인인 일본계-타이완계 미국인이다. 어릴 적에는 어머니의 영향으로 뉴욕과 일본 삿포로를 자주 왔다갔다 했다고 한다.

## 출연 작품
- 페어 게임(2010)
- 프레데터스(2010) - 한조 역
- 본 레거시(2012)

- 에이전트 오브 실드(2013) - 찬호인 / 스코치 (5화)